# Babiana hypogea
Babiana hypogea är en irisväxtart som beskrevs av William John Burchell. Babiana hypogea ingår i släktet Babiana och familjen irisväxter. Inga underarter finns listade i Catalogue of Life.